# Большое Нуркеево
Большо́е Нурке́ево (тат. Зур Нөркәй) — село в Сармановском районе Республики Татарстан, административный центр и единственный населённый пункт Большенуркеевского сельского поселения.

## Этимология
Топоним произошёл от татарского слова «олы» (большой) и антропонима «Нөркәй».

## География
Село находится на реке Мензеля, в 14 км к северу от районного центра — села Сарманово.

## История
Село основано в середине XVIII века.
В XVIII — XIX веках в сословном отношении жители делились на башкир-вотчинников, тептярей и государственных крестьян. Занимались земледелием, разведением скота, пчеловодством. По сведениям 1859 года, в селе имелись мечеть и водяная мельница.
В «Списке населенных мест по сведениям 1870 года», изданном в 1877 году, населённый пункт упомянут как деревня Нуркеева 2-го стана Мензелинского уезда Уфимской губернии. Располагалась при речке Мензеле, по левую сторону коммерческого тракта из Бирска в Мамадыш, в 45 верстах от уездного города Мензелинска и в 25 верстах от становой квартиры в селе Александровское (Кармалы). В деревне, в 258 дворах жили 1553 человека (776 мужчин и 777 женщин, башкиры, тептяри), были мечеть, волостное правление, училище, водяная мельница. Жители занимались земледелием, скотоводством, пчеловодством.
В 1880-х годах земельный надел сельской общины составлял 7418,8 десятины.
В начале XX века здесь располагалось волостное правление, функционировали 3 мечети, медресе и 3 мектеба. До 1920 года село являлось центром Нуркеевской волости Мензелинского уезда Уфимской губернии. С 1920 года в составе Мензелинского, с 1922 года — Челнинского кантонов ТАССР. С 10 августа 1930 года в Сармановском, с 10 февраля 1935 года в Ворошиловском, с 29 ноября 1957 года в Яна-Юлском, с 12 октября 1959 года в Сармановском районах. В 1970-х годах в состав села вошла деревня Малое Нуркеево.

## Население
| 1859 | 1897  | 1926  | 1949 | 1958 | 1970 | 1979 |
| ---- | ----- | ----- | ---- | ---- | ---- | ---- |
| 1553 | ↗2242 | ↘1541 | ↘582 | ↗610 | ↗967 | ↘790 |
| 1989 | 2000  | 2011  | 2012 | 2013 | 2014 | 2015 |
| ↘626 | ↗627  | ↗646  | ↘643 | ↗644 | ↘634 | ↘623 |
| 2016 | 2017  |       |      |      |      |      |
| ↗631 | ↘619  |       |      |      |      |      |

Национальный состав села — татары.

## Экономика
Жители занимаются полеводством, молочным скотоводством.

## Инфраструктура
В селе действуют средняя школа, дом культуры, библиотека.

## Религия
Мечеть.